# Julien Toudic
Julien Toudic (Caen, 19 dicembre 1985) è un ex calciatore francese, di ruolo attaccante.

## Palmarès

### Club

#### Competizioni nazionali
- Ligue 2: 1

Caen: 2009-2010